# Remo (instrumento)

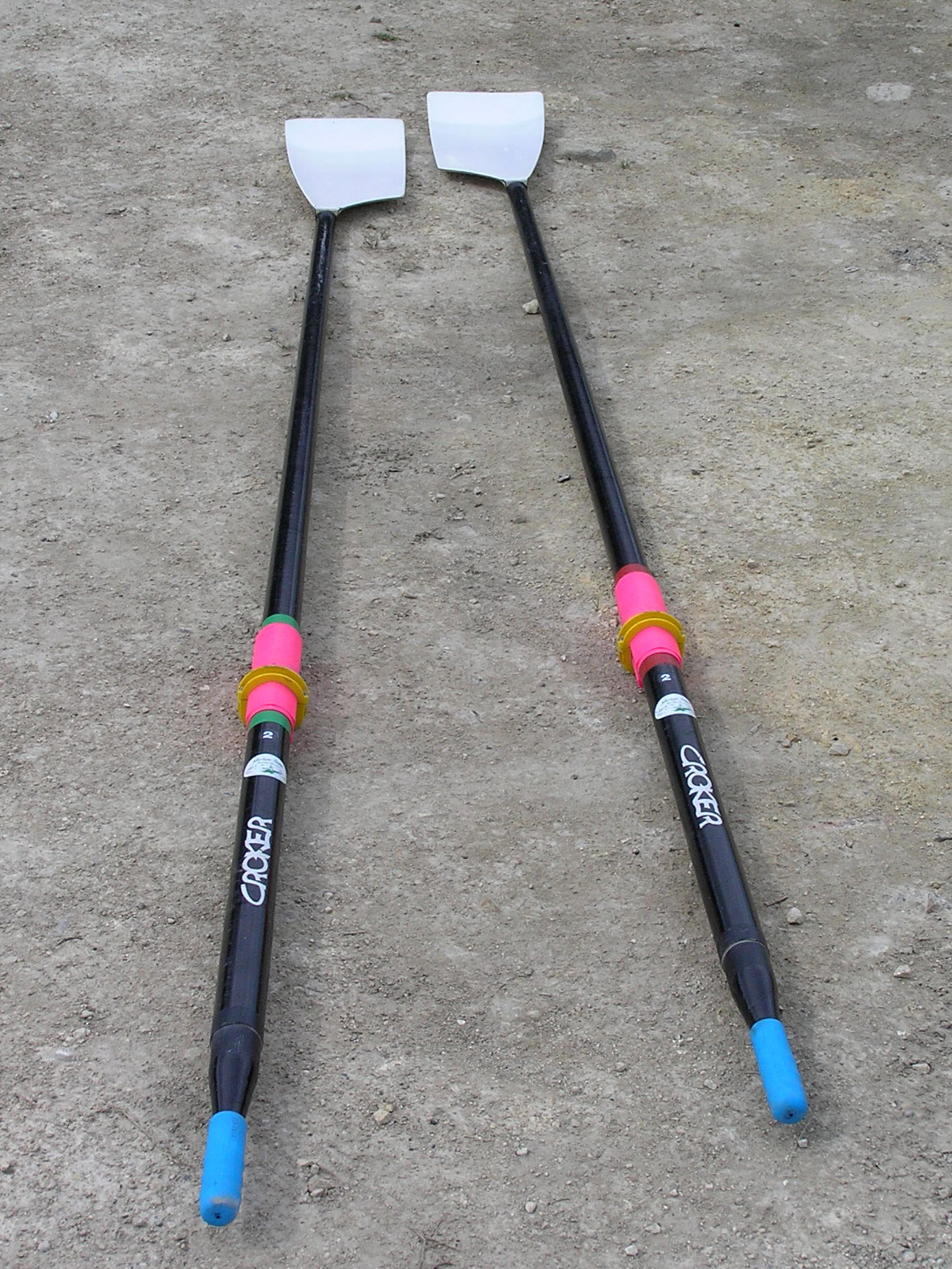
Pareja de remos de couple Croker

Un remo es un instrumento tradicionalmente de madera de proporciones largas y con forma de pala en el extremo que sirve para impulsar las embarcaciones haciendo fuerza con él en el agua. Se compone de las siguientes partes: pala, caña, guion y puño. 

## Historia

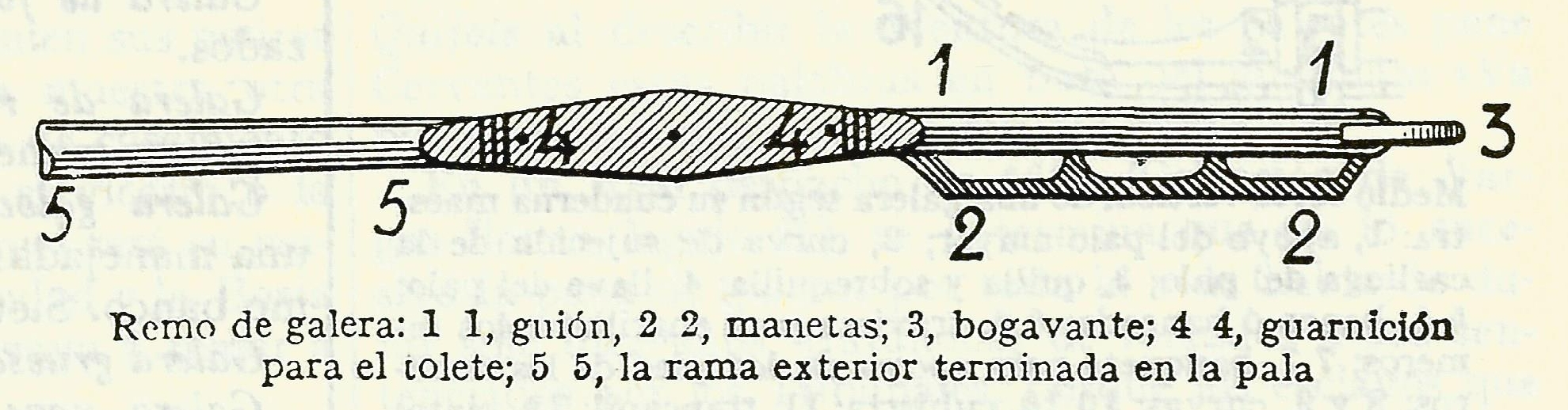
Remo de galera.

Antes se fabricaban por lo regular de haya para que fuesen flexibles y se reforzaban en el escálamo con dos piezas de encina llamadas galavernas. Antiguamente, solían reforzar los remos con zunchos de bronce y adornar los de las naves de recreo con oro y plata. Tanto en tiempo de los romanos como en la Edad Media y aun hasta el siglo XVII se ponía en los grandes remos una masa de plomo en el guion para equilibrar el peso de los dos tercios que quedaban fuera de la embarcación. Los manejaban tres, cuatro y hasta siete hombres. Como era mucho su grueso tenían unas manillas de hierro llamadas en la Edad Media asidores porque de ellas asían los remeros. La longitud del remo variaba según el porte de la embarcación siendo sus dimensiones en las galeras ordinarias las siguientes: longitud total, 11 metros; parte exterior, 7,7; parte interior 3,4; largo de la pala o último tercio 2,5 y su ancho 0,24; diámetro del guion 0,24; en el escálamo 0,35. En las galeazas eran algo mayores.

## Partes de un remo tradicional[2]
- Puño
- Guion
- Caña
- Galaverna[3]
- Pala[4]

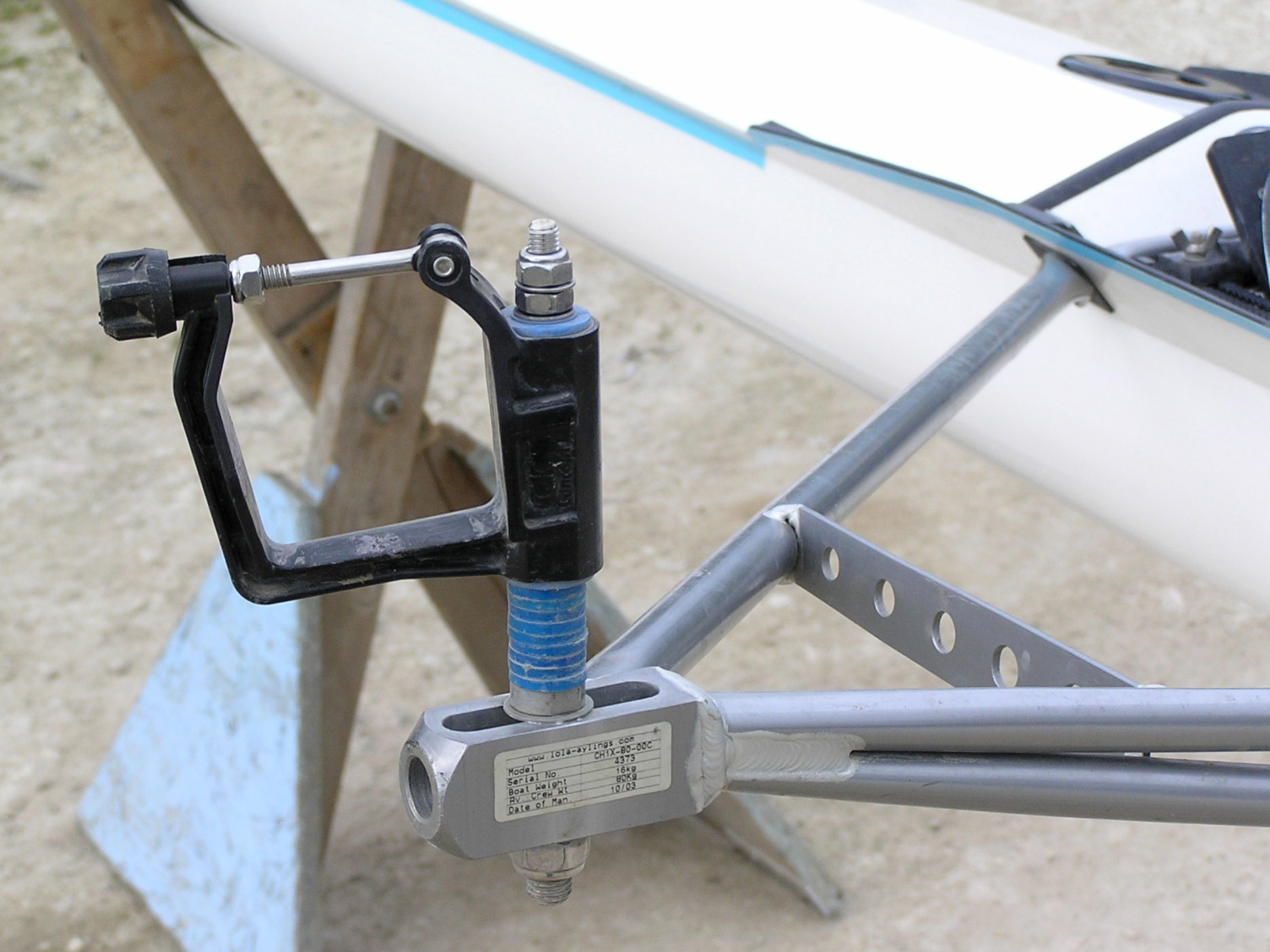
Escalemera moderna (pieza de color negro) ajustable. Está fijada al llevando (soporte tubular metálico) y sujeta el remo permitiendo su movimiento en la boga.

Los remos tradicionales se construían de madera. Lo más pequeños podían hacer menos de dos metros de largo. Lo más grandes, los de las galeras por ejemplo, podían superar los doce metros de largo.

## Piezas auxiliares
- Escálamo
- Estribo
- Escalamera

Las embarcaciones modernas de remo, especialmente las de competición, suelen disponer de piezas auxiliares diferentes de las tradicionales.

### Remos pares y remos de punta
La bogada con remos pares se hace por un remero en medio del banco o por dos remeros en un mismo banco. Las manecillas no llegan a tocarse pero quedan cercanas al centro de la embarcación.
Un remo en punta se acciona por un remero sentado en el banco al otro lado de la escalera. La manivela queda próxima a la borda opuesta a la del escálamo. Una embarcación típica que usaba los remos en punta era el esquife de una galera, embarcación de dos proas con cuatro o seis remeros.

## Principio de funcionamiento
La posición más clásica de un remero es sentado sobre un banco mirando hacia popa. El remo se apoya sobre una superficie horizontal adecuada, la escalemera, que puede formar parte de la borda, y se para a proa del escálamo mediante el estrobo.
El inicio de la palada comienza con la pala del remo fuera del agua y situada hacia proa. En embarcaciones pequeñas el remo está en posición aproximadamente horizontal. En embarcaciones mayores el remero está a un nivel más alto y el remo forma un cierto ángulo. El remero tiene los brazos estirados hacia delante y el torso inclinado hacia popa.
El remero introduce la pala del remo en el agua y tira del remo aproximando las manos al pecho y encogiendo los brazos al mismo tiempo que inclina el torso hacia atrás, hacia proa. El remo, sujetado por el estrobo, actúa como una palanca del segundo tipo: la potencia es el remero, el fulcro la pala sumergida en el agua y la resistencia la hace el estrobo fijado en el escálamo. La fuerza que recibe la embarcación es la que transmite el estrobo al escálamo (que forma parte de la embarcación).
Para cerrar el ciclo, el remero saca la pala del agua (bajando el puño o manivela del remo) y, desplazando la manivela hacia popa (generalmente con un giro que ponga la pala horizontal para minimizar la resistencia del aire) hace que la pala se desplace hacia su posición máxima cerca de proa.
Remar o bogar correctamente exige una técnica correcta con movimientos precisos y sincrónicos. También es necesario un esfuerzo físico importante.

### Otras posiciones
- Remar en posición vertical, generalmente mirando hacia proa: a la veneciana o la ponantesa (ponantaise en francés).[6]
- Remar sentado mirando hacia proa con remos normales: el esfuerzo se hace estirando los brazos.
- Remar mirando hacia proa con remos articulados: hay remos articulados que permiten remar de forma "normal" pero mirando hacia proa.[7][8]
- Remar mirando hacia proa con remos soportados en el extremo y tirados por la caña.[9]

### Kayaks, canoas, piraguas
Estas embarcaciones no son propiamente de remo. Usan palas o pagayas.

### Casos especiales
En algunos países asiáticos se usan los remos de manera muy peculiar. El remero está derecho, en equilibrio sobre una pierna mientras que el remo (la caña del remo) fue apoyado y abrazado (sería más correcto decir "encamado") por la otra pierna. La manivela del coge el remero con una mano. La mano del lado de la pierna que agarra el remo.
La acción de remar se hace principalmente con la pierna mientras que la mano sólo acompaña

## Cinglar

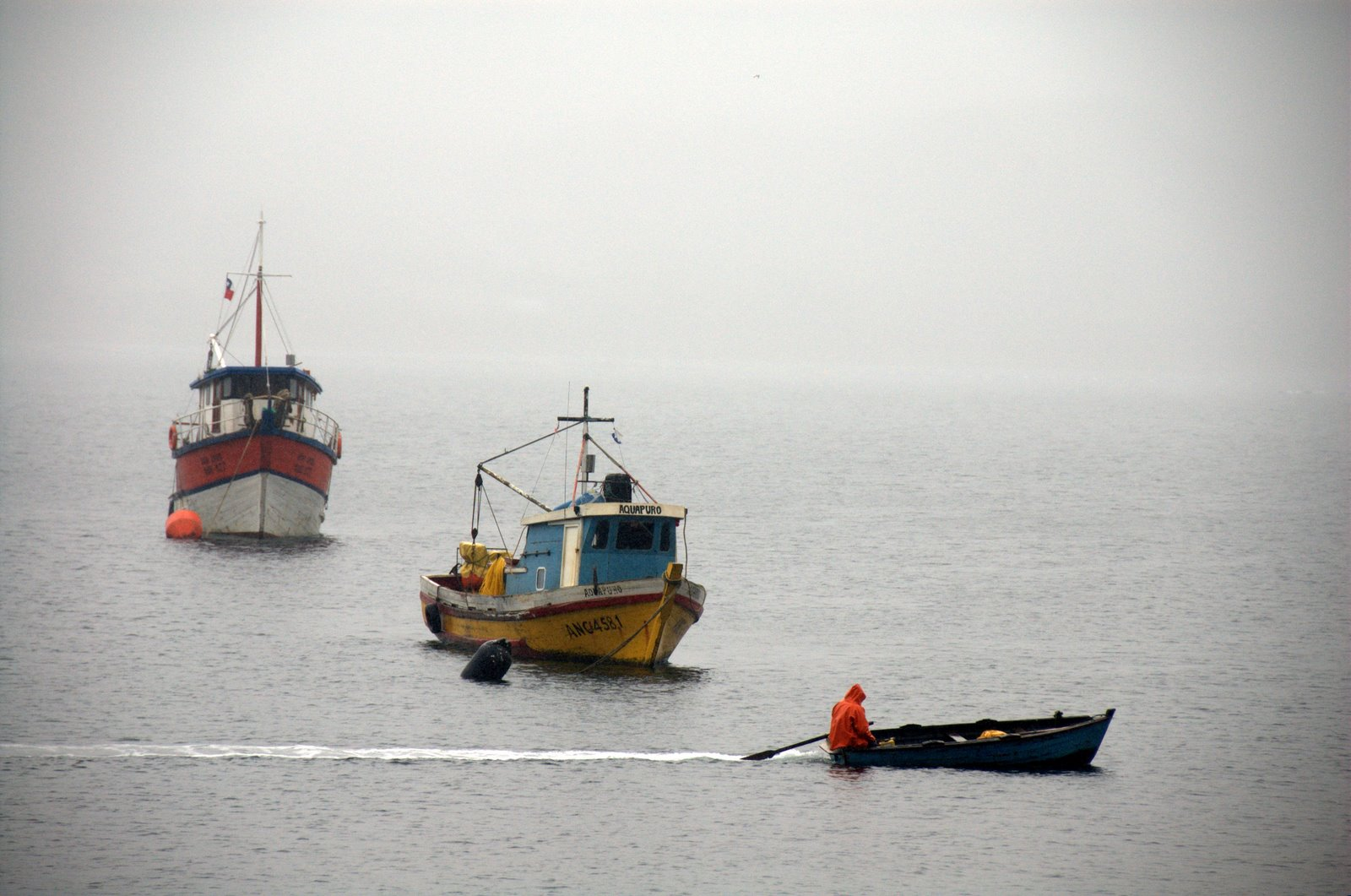
Persona remando a la singa en Quemchi, Chile.

Cinglar es hacer avanzar una embarcación con un solo remo, con el remero situado en la popa en posición vertical o sentado y el remo apoyando sobre la popa y haciendo un movimiento similar a un 8. Hay dos variantes importantes:
- Cinglar con un remo normal (a la europea)
- Cinglar con un remo especial (sistema oriental: "Yuloh" y similares).[10][11]

## El remo y la física
El remo funciona como una palanca del primer tipo. La resistencia es el agua, la potencia el remero y el fulcro lo hace el escálamo (a través del estrobo). La caña trabaja en flexión. Como una viga con una carga central soportada por sus extremos pero al revés. En el remo el apoyo es el escálamo (a través del estrobo) y las fuerzas actúan en los extremos.

### Estudios teóricos
La gran importancia práctica de los remos en tiempos antiguos originó la publicación de estudios teóricos que trataban de explicar su funcionamiento y presentaban las proporciones más adecuadas que debían tener. Muchos científicos y técnicos ilustres como Bernoulli, Euler o Jorge Juan publicaron estudios sobre los remos.

## Materiales
En función de los esfuerzos exigidos a un remo debe ser construido con cuidado a partir de materiales adecuados.

### En la Grecia clásica

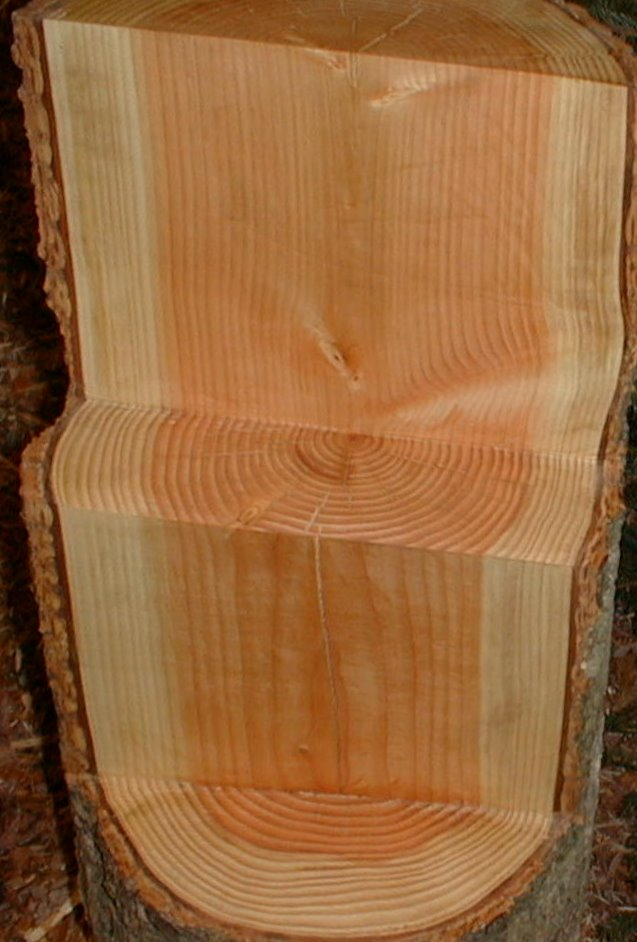
Tronco de un abeto de Douglas (Pseudotsuga menziesii), cortado en varios planos. Ver los anillos de crecimiento. Las capas más oscuras son más duras y resistentes que las capas claras.

Los remos se solían fabricar de madera de abeto blanco. Pero no de cualquier manera. Teofrasto escribió la manera correcta de obtener remos resistentes. En traducción libre: «Es mejor fabricarlos a partir de un abeto joven. La madera de abeto se asemeja a una cebolla, con varias capas bien marcadas. Un Remolar hábil sabe conformar un remo sin cortar estas capas. Puliendo la madera sin interrumpir la capa exterior. Así el remo será más resistente. Por el contrario, un artesano torpe dejará el remo con las capas cortadas que serán puntos débiles por donde se podrá romper con facilidad.» La madera de abeto blanco empleaba también para hacer trirremes y los palos correspondientes, y era objeto de un comercio muy importante. En épocas de alta demanda y escasez su precio era muy elevado.
Varios autores han tratado sobre la forma y construcción de los remos de la época clásica.

### En la Francia de los siglos XVII-XVIII
Según la obra de referencia, la única madera empleada en la construcción de remos de galeras era de haya (Fagus sylvatica). El autor recomienda árboles con un tronco de diámetro moderado que permitan cada uno la fabricación de un par o dos de remos. Había que elegir los que crecían en lugares especiales, con un suelo rico y no demasiado húmedo. Y los que daban una madera más bien blanca y no rojiza. Una vez el árbol cortado había que escuadrar un poco y marcar con cordel las líneas para lasca en dos, cuatro o más piezas, según el diámetro. Cada pieza, llamada stelle o atelle en francés (astilla en catalán, desde la Edad Media) servía para hacer un remo.
Los remos de galera eran muy largos: 44 pies y 5 pulgadas para una galera "real" y 38 pies y 4 pulgadas para las galeras "sutiles". De espesor considerable, no podían ser manejados directamente. Añadía el remo un "asidero" y se protegía la parte de la caña cercana al estrobo con galavernes de madera de encina verde (formadas por dos semicilindros de unos 6 pies de largo).

### Materiales modernos
Desde finales del siglo XIX hay mucha información sobre los remos. En las embarcaciones pequeñas y tradicionales emplean maderas diversas. En barquetas de paseo son frecuentes las maderas ligeras: pino de Sitka, abeto de Douglas y otros. En deportes de competición se prefiere los remos de fibra de carbono, que son mucho más ligeros y rígidos.

## El remo en la navegación
Durante miles de años los humanos han navegado en embarcaciones y barcos de remos. La guerra en el mar se hizo a remo durante siglos. Basta consultar las listas publicadas sobre batallas navales: Salamina, Islas Hormigas, Ponça, Lepanto, ... y muchas otras. Los detalles que no suelen mencionar son los que protagonizaban las pequeñas embarcaciones auxiliares a remo indispensables en tareas de transporte, exploración, desembarque, pasar de una nave a al otra, recoger el ancla… Estas tareas se mantengan en la época de la vela y posteriores. Muchos pesqueros tradicionales que trabajaban cerca de la costa se propulsaban con remos. Algunas barcas de salvamento hacían igual. La navegación comercial, con independencia del sistema de propulsión de los grandes barco mercantes no habría sido posible sin una multitud de pequeñas barcas de remo. Casos particulares como el de las lanchas balleneras, cazando ballenas cerca de la costa o en alta mar arriadas desde un barco ballenero, o el de los pequeños Dorys los Gran Banks pescando el bacalao para llenar las bodegas de las respectivas goletas, e ilustran la importancia del remo en la economía y la vida de las personas.

## El remo como deporte

### Banco fijo
El banco fijo es una de las dos categorías principales del deporte del remo. Se le llama banco fijo ya que el lugar donde se sienta el remero o carro está fijo a la embarcación, que no se mueve.
El banco fijo es la categoría deportiva del remo que no se compite a nivel internacional, no toma parte en los JJ. OO. De hecho, en pocos lugares se tiene conocimiento alguno sobre esta modalidad. Donde más famosa es en España, sobre todo en el País Vasco, Cantabria, Galicia y Cataluña.  
Dentro del banco fijo existen distintas modalidades. 
- La más famosa es la trainera. Consiste en una embarcación en la que hay 13 remeros (7 remeros a una banda y 6 en la otra, lo que el entrenador prefiera) y un patrón, que es la persona que no rema pero una de las más importantes del bote, ya que es el que lleva la dirección y es el que anima y apoya al equipo, aparte de que ayuda mucho en la zia-boga (una maniobra que se hace en las regatas para dar media vuelta y hacer el próximo largo.
- Otra modalidad es la trainerilla. Consiste en seis remeros (tres a cada banda, babor y estribor) y un patrón.
- La tercera modalidad es llamada batel, que consiste en cuatro remeros (dos a cada banda) y un patrón.
- La última modalidad es llamada Llagüt, que solo es utilizada en Cataluña. Consiste en ocho remeros (cuatro a cada banda) y un patrón, pero es algo más diferente, ya que el patrón no dirige el bote con un remo pequeño sino que con un timón.

Las primeras tres modalidades mencionadas fueron inventadas en el País Vasco por pescadores. Salían a remar por la noche para luego pescar, y después se convirtió en un deporte propio vasco, que luego se extendió a Cantabria y a Galicia. Actualmente las competiciones más importantes de la trainera son la Regata de la Concha Kontxako Estropadak o más famoso como Kontxako Bandera en vasco, que se hacen en aguas de la bahía de la playa Concha, San Sebastián, la Liga San Miguel, la Liga Euskotren y el Campeonato de España de Traineras. Actualmente, unos de los mejores clubes son: CRO Orio, Kaiku KE, Urdaibai y Hondarribia.

## Distintos tipos de embarcaciones de remo
- Páralos, Salaminia[23][24][25]
- Drakkar[26]
- Dory[27]
- Barca de panescalm[28]
- Caro de arte[29]
- Surf boat australianos.[30][31][32][33][34]
- Ballenera, lancha ballenera.[35]
- Patines a remo[36]

## Obras literarias
- Apolonio Rodio: Argonáutias[37]
- Virgilio: Eneida[38]

## Tipos de remos
- Remo de couple: es un tipo de remo más corto que el de punta con una pala en el extremo y la empuñadura en el otro, de forma que cada remero lleva un remo en cada banda, agarrándolos por sendas empuñaduras, que cruzan unos centímetros frente a su cuerpo. Los botes de remo que usan estos remos se llaman de couple, y son el skiff, el doble scull y el cuatro scull, en remo olímplico.
- Remo de punta: el mayor o aquel cuyo guion alcanza hasta cerca de la borda opuesta y se rema solo o sin compañero en una bancada a diferencia del remo parel.

## Expresiones relacionadas

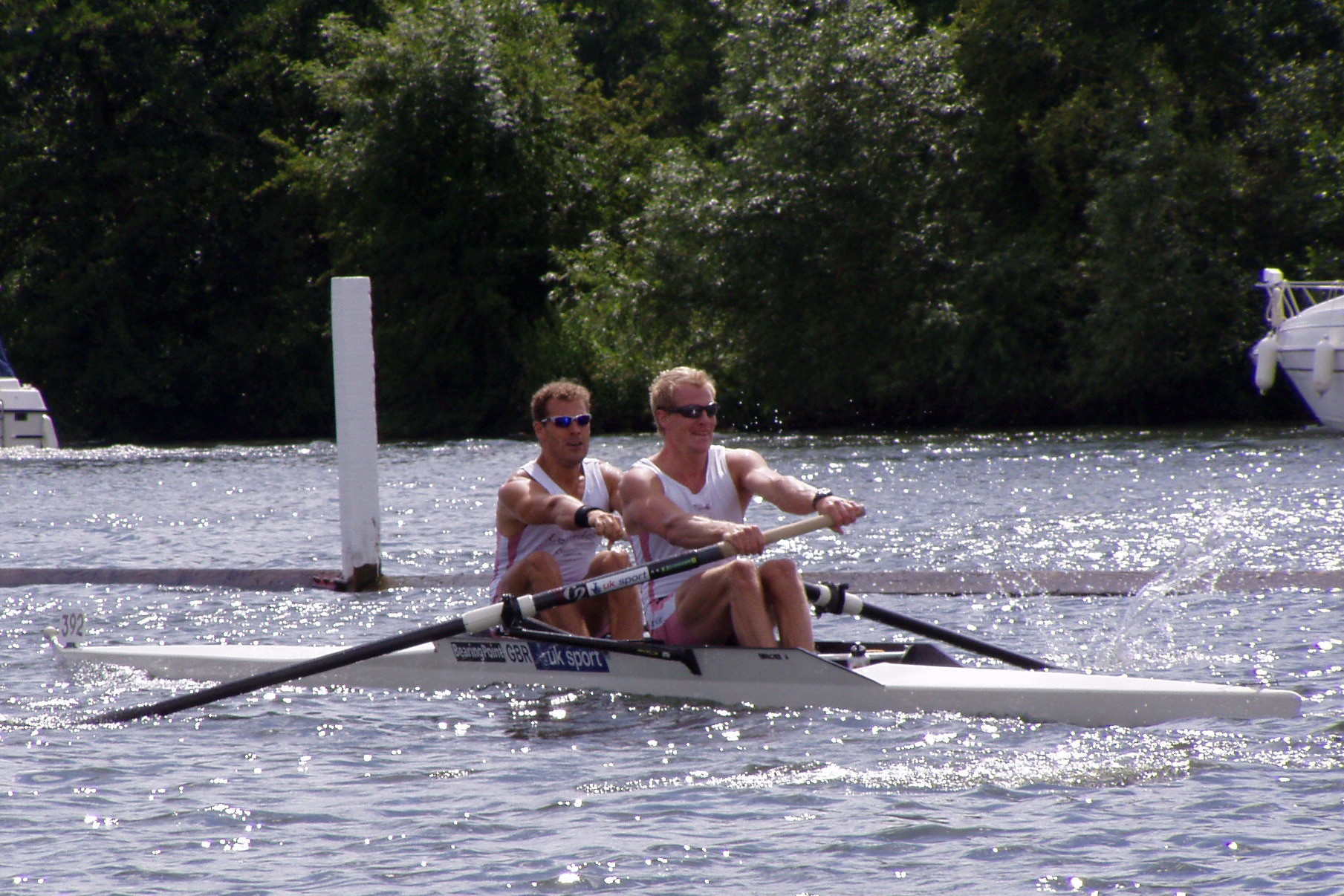
Bote deportivo para dos remeros, 2- (Dos sin timonel)

Estas son algunas de las expresiones relacionadas con el uso de los remos, muchas de ellas actualmente en desuso.
- Remo primero. Espalder, es decir, el remero que bogaba en una galera de espaldas a popa y daba la boga a los demás.
- Afrenillar los remos. Suspender los remos cuando se va remando.
- Aguantar por los remos. Hacer fuerza con ellos para mantener la embarcación en un punto determinado.
- Alzar los remos, levar remos. Suspender su uso por algún motivo cuando se va remando.
- Armar, desarmar los remos. Aprontarlos para usar de ellos montándolos en sus respectivas chumaceras y toletes o desmontarlos y tenderlos sobre las bancadas por una y otra banda cuando no se necesitan.
- Apuntar con los remos. Frase y voz de mando que se usaba en las lanchas cañoneras para que dirigir la proa y la puntería del cañón montado en ella con la acción de los remos mediante la cual se consigue el objeto.
- A remo y sin sueldo. Estar alguno destinado a trabajar a bordo de los buques sin disfrutar de sueldo.
- Bogar. Remar en el sentido de avance de la embarcación. La acción opuesta se denomina Ciar
- Ir a remos callados. Remar sin hacer ruido.
- Largar remos. Soltarlos absolutamente de la mano dejándolos pendientes del estrobo en el tolete.